# AC Milán 2025/2026
Tento článek se podrobně zabývá událostmi ve fotbalovém klubu AC Milán v sezoně 2025/2026 a jeho působení v nejvyšší lize, domácím poháru i v domácím superpoháru.

## Realizační tým
| Post                     | Jméno                |
| ------------------------ | -------------------- |
| Hlavní trenér            | Massimiliano Allegri |
| Asistent trenéra         | Marco Landucci       |
| Asistent trenéra         | Bernardo Corradi     |
| Trenér brankářů          | Claudio Filippi      |
| Techničtí spolupracovník | Bernardo Corradi     |
| Týmový manažer           | Alberto Marangon     |
| Klubové vedení           |                      |
| Prezident klubu          | Paolo Scaroni        |
| Generální ředitel        | Giorgio Furlani      |
| Čestný viceprezident     | Franco Baresi        |
| Sportovní ředitel        | Igli Tare            |
| Technický ředitel        | Geoffrey Moncada     |

## Soupiska
Aktuální k datu 15. 8. 2025.
| Číslo | Pozice | Nár.                   | Hráč                | Datum narození a věk        | Od roku | Předchozí angažmá    | Poznámka |
| ----- | ------ | ---------------------- | ------------------- | --------------------------- | ------- | -------------------- | -------- |
| 1     | B      | Itálie                 | Pietro Terracciano  | 8. března 1990 (35 let)     | 2025    | Fiorentina           |          |
| 2     | O      | Ekvádor                | Pervis Estupiñán    | 21. ledna 1998 (27 let)     | 2025    | Brighton             |          |
| 4     | Z      | Itálie                 | Samuele Ricci       | 21. srpna 2001 (23 let)     | 2025    | Turín                |          |
| 5     | O      | Belgie                 | Koni De Winter      | 12. června 2002 (23 let)    | 2025    | Janov                |          |
| 7     | Ú      | Mexiko                 | Santiago Giménez    | 8. dubna 2001 (24 let)      | 2025    | Feyenoord            |          |
| 8     | Z      | Anglie                 | Ruben Loftus-Cheek  | 23. ledna 1996 (29 let)     | 2023    | Chelsea              |          |
| 10    | Ú      | Portugalsko            | Rafael Leão         | 10. června 1999 (26 let)    | 2019    | Lille                |          |
| 11    | Z      | Spojené státy americké | Christian Pulisic   | 18. září 1998 (26 let)      | 2023    | Chelsea              |          |
| 14    | Z      | Chorvatsko             | Luka Modrić         | 9. září 1985 (39 let)       | 2025    | Real Madrid          |          |
| 16    | B      | Francie                | Mike Maignan        | 3. července 1995 (30 let)   | 2021    | Lille OSC            | Kapitán  |
| 17    | Ú      | Švýcarsko              | Noah Okafor         | 24. května 2000 (25 let)    | 2023    | Salcburk             |          |
| 19    | Z      | Francie                | Youssouf Fofana     | 10. ledna 1999 (26 let)     | 2024    | Monako               |          |
| 20    | O      | Španělsko              | Álex Jiménez        | 8. května 2005 (20 let)     | 2023    | Real Madrid Juniorka |          |
| 21    | Ú      | Nigérie                | Samuel Chukwueze    | 22. května 1999 (26 let)    | 2023    | Villarreal           |          |
| 23    | O      | Anglie                 | Fikayo Tomori       | 19. prosince 1997 (27 let)  | 2021    | Chelsea              |          |
| 24    | O      | Švýcarsko              | Zachary Athekame    | 13. prosince 2004 (20 let)  | 2025    | Young Boys           |          |
| 30    | Z      | Švýcarsko              | Ardon Jashari       | 30. července 2002 (23 let)  | 2025    | Bruggy               |          |
| 31    | O      | Srbsko                 | Strahinja Pavlović  | 24. května 2001 (24 let)    | 2024    | Salcburk             |          |
| 33    | O      | Itálie                 | Davide Bartesaghi   | 29. prosince 2005 (19 let)  | 2023    | Juniorka             |          |
| 46    | O      | Itálie                 | Matteo Gabbia       | 21. října 1999 (25 let)     | 2017    | Juniorka             |          |
| 56    | O      | Belgie                 | Alexis Saelemaekers | 27. června 1999 (26 let)    | 2019    | Anderlecht           |          |
| 80    | Z      | Spojené státy americké | Yunus Musah         | 29. listopadu 2002 (22 let) | 2023    | Valencia             |          |
| 96    | B      | Itálie                 | Lorenzo Torriani    | 31. ledna 2005 (20 let)     | 2024    | Juniorka             |          |
|       | Z      | Alžírsko               | Ismaël Bennacer     | 1. prosince 1997 (27 let)   | 2019    | Empoli               |          |
|       | Z      | Francie                | Yacine Adli         | 18. ledna 1995 (30 let)     | 2018    | Bordeaux             |          |